# Ligne de Békéscsaba à Újszeged par Kétegyháza et Mezőhegyes
La Ligne de Békéscsaba à Újszeged par Kétegyháza et Mezőhegyes ou ligne 121 est une ligne de chemin de fer de Hongrie. Elle relie Békéscsaba à Újszeged par Kétegyháza et Mezőhegyes.